# Sintje Leßner
Sintje Leßner (* 1974 in Stuttgart) ist eine deutsche Juristin und Richterin am Verfassungsgerichtshof für das Land Baden-Württemberg.

## Leben
Leßner legte 1993 das Abitur am Kepler-Gymnasium Tübingen ab. Sie studierte Rechtswissenschaft an der Universität Augsburg und war ab dem Jahr 2000 zunächst als Staatsanwältin, dann als Zivilrichterin in Stuttgart tätig. Im Jahr 2002 wurde sie ans baden-württembergische Justizministerium abgeordnet, wo sie 2005 die Leitung der Zentralstelle übernahm und 2010 stellvertretende Abteilungsleiterin wurde. Seit Mai 2017 ist Leßner Präsidentin des Landesjustizprüfungsamts von Baden-Württemberg.
Am 6. Juni 2018 wurde Leßner vom Landtag von Baden-Württemberg mit 120 von 130 Stimmen zum Mitglied mit Befähigung zum Richteramt des Verfassungsgerichtshofs für das Land Baden-Württemberg gewählt. Ihre Amtszeit läuft bis Juli 2027.
Leßner gehört zu den Herausgebern der Verwaltungsblätter für Baden-Württemberg.